# 路易·熱爾曼·利維
路易·熱爾曼·利維（法語：Louis Germain Lévy，1870年2月10日—1946年12月15日）出生於法國法蘭西島大區的巴黎，是一位拉比、教授和文學家。

## 生平
他在1895年從法國猶太神學院（SIF）畢業成為一位拉比，之後繼續在索邦神學院攻讀取得文學博士，博士後繼續在法國國立東方語言文化學院和高等研究應用學院從事歷史和語言學類的研究，學習的過程當中，他同時也是前法國首席拉比扎多克·卡恩的私人秘書。
1901年成為第戎的拉比、第一次世界大戰期間，他成為法軍總司令部的神職人員，因此在第一次世界大戰期間，獲得許多褒獎表揚，戰爭結束離開軍職之後，他是許多猶太教育單位的教授，例如：希伯來協和學院等等，教授塔木德、猶太歷史、猶太文學、猶太思想等等文學課題。
1946年12月15日逝世，埋葬在蒙帕納斯公墓。

## 受獎
- 1915年：法國勇氣和奉獻榮譽勳章（法语：Médaille d'honneur pour acte de courage et de dévouement）
- 1916年：凡爾登戰役紀念章（法语：Médaille commémorative de la bataille de Verdun）
- 1916年：法國戰爭負傷獎章（法语：Médaille des blessés de guerre）
- 1917年：法國軍事獎章（法语：Médaille militaire）
- 1917年：法國表彰獎章（法语：Médaille de la Reconnaissance française）
- 1918年：法國榮譽軍團勳章
- 1918年：法國第一次世界大戰十字勳章
- 1920年：第一次世界大戰法國戰爭紀念章（法语：Médaille commémorative de la guerre 1914-1918）
- 1922年：第一次世界大戰盟軍勝利紀念勳章（法语：Médaille interalliée 1914-1918）
- 1926年：耶路撒冷希伯來大學名譽博士
- 1930年：法國戰士十字勳章（法语：Croix du combattant）
- 1935年：第一次世界大戰志願戰士十字勳章（法语：Croix du combattant volontaire 1914-1918）